# Pfeffermuscheln
Die Pfeffermuscheln (Semelidae) sind eine Familie der Muscheln aus der Ordnung Cardiida. Die ältesten Vertreter der Familie stammen aus dem Thanetium (Paläogen).

## Merkmale
Die kleinen bis mittelgroßen, gleichklappigen Gehäuse sind kreisrund, eiförmig bis gerundet-dreieckig. Sie sind ungleichseitig, die opisthogyren Wirbel sitzen hinter der Mittellinie (bezogen auf die Gehäuselänge). Es ist ein äußeres und inneres Ligament vorhanden. Das interne Ligament sitzt in einem eingesenkten Resilifer (Grube), das äußere ist klein und sitzt hinter dem Wirbel. Das Schloss weist je Klappe ein bis zwei Kardinalzähne auf, und je zwei Lateralzähne. Die Mantellinie ist tief eingebuchtet.
Die Schalen sind dünn- bis dickwandig. Größere Arten besitzen eine kräftige Oberflächenskulptur mit konzentrischen Wülsten und radialen Rippen. Kleinere Arten sind glatt oder wenig skulptiert mit konzentrischen, feinen Anwachsstreifen.

## Geographische Verbreitung und Lebensraum
Die Arten der Familie kommen überwiegend in warmen und tropischen Meeren vor, wenige Arten kommen auch in arktischen und gemäßigten Breiten vor.
Die Arten bevorzugen eher schlammig-schlickige Weichböden.

## Taxonomie
Ferdinand Stoliczka führte das Taxon als Unterfamilie Semelinae (der Scrobiculariidae H. Adams & A. Adams, 1856) in die Literatur ein. Die MolluscaBase führt es als gültiges Taxon der Familiengruppe. Die Familie enthält derzeit (2016) nach MolluscaBase folgende Gattungen:
- Familie Pfeffermuscheln (Semelidae)
  - Abra Lamarck, 1818
    - Kleine Pfeffermuschel (Abra alba) (Wood, 1802)
    - Abra longicallus (Scacchi, 1835)
    - Glänzende Pfeffermuschel (Abra nitida) (O. F. Müller, 1776)
    - Lange Pfeffermuschel (Abra prismatica) (Montagu, 1808)
    - Abra profundorum (E. A. Smith, 1885)
    - Platte Pfeffermuschel (Abra tenuis) (Montagu, 1803)

  - Argyrodonax Dall, 1911
  - Cumingia G. B. Sowerby I, 1833
  - Ervilia Turton, 1822
    - Ervilia castanea (Montagu, 1803)

  - Iacra H. Adams & A. Adams, 1856
  - Leptomya A. Adams, 1864
  - Leptomyaria Habe, 1960
  - Lonoa Dall, Bartsch & Rehder, 1938
  - Montrouzieria Souverbie in Souverbie & Montrouzier, 1863
  - Rochefortina Dall, 1924
  - Scrobicularia Schumacher, 1815
    - Große Pfeffermuschel (Scrobicularia plana) (da Costa, 1778)

  - Semele Schumacher, 1817
  - Semelina Dall, 1900
  -  ?Souleyetia Récluz, 1869
  - Theora H. Adams & A. Adams, 1856
  - Thyellisca H. E. Vokes, 1956

## Belege